# 和悦洲
和悦洲是长江下游的一个冲积沙洲，面积约2平方公里，属于安徽省铜陵市郊区大通镇管辖，隔300米宽的鹊江与大通镇相望，距离铜陵市区14公里。
和悦洲自清末太平天国战事后至抗日战争前，为安徽省盐业集散中心和长江轮船码头，商业繁盛，为安徽四大商埠之一，人称“小上海”，形成3街13巷的规模，号称拥有十万人口。1938年5月，和悦洲市街被焚毁。战后重建时规模收缩。由于多次被洪水淹没，加之水运衰落，居民外迁，和悦洲日趋衰败，逐渐退化为农业村落，仅存少量居民留守，同时遗留成片荒废的街巷。1996年，安徽省政府公布大通—和悦洲为省级历史文化保护区。